# Petits désordres amoureux
Petits désordres amoureux je španělsko- švýcarsko-francouzský hraný film z roku 1998, který režíroval Olivier Péray. Snímek měl světovou premiéru dne 11. března 1998.

## Děj
Lionel je svůdník. Úspěch, který zažívá u žen, vzbuzuje ale žárlivost jeho přátel. Jeden z nich, Alain, ho v sázce vyzve, aby svedl velmi hezkou ženu Claire, aby s ní strávil noc, ale neměl s ní sex. Nicméně za rezervovanou mladou dívkou se skrývá ohnivý temperament. Pro Lionela bude jen velmi obtížné sázku vyhrát.

## Obsazení
| Bruno Putzulu     | Lionel        |
| Vincent Elbaz     | Alain         |
| Smadi Wolfman     | Claire        |
| Sarah Grappin     | Sophie        |
| Béatrice Palme    | Sylvia        |
| Cécile Tanner     | Myriam        |
| Yan Epstein       | Gérard Vivier |
| Frédéric Quiring  | Alvarez       |
| Robert Bouvier    | Lebel         |
| Marcello Scuderi  | Bernardo      |
| Patrick Depeyrrat | nájemník      |

## Ocenění
- Berlinale: Cena Pierrot za nejlepší evropský filmový debut (Olivier Péray)
- Festival nezávislých filmů v Ourense: Cena diváků
- César: nejslibnější herec (Bruno Putzulu)
- Festival Love Screens ve Veroně: Cena kritiků